# 梁鳴謙
梁鳴謙（1826年—1877年），字禮堂，福建閩縣人。中國清朝官員。

## 生平
咸丰九年（1859年）中进士，授吏部考功司主事。因母年老乞歸。後任船政大臣沈葆桢幕僚，并隨其一同前往臺灣。
梁鳴謙曾任台灣府海防兼南路理番同知。具體年代不詳。
其故居在福州三坊七巷之中，至今尚存。

## 外部連結
- 梁鸣谦故居[永久] 福州晚报

| 官衔        | 官衔                              | 官衔        |
| ----------- | --------------------------------- | ----------- |
| 前任： 史密 | 台灣府海防兼南路理番同知 年代不詳 | 繼任： 鮑俊 |